# Wormley, Surrey
Wormley är en by i Surrey i England. Byn är belägen 12,3 km 
från Guildford. Orten har 1 497 invånare (2015).